# Nowe oblicze Greya (film)
Nowe oblicze Greya (ang. Fifty Shades Freed) – amerykański film fabularny z 2018 roku w reżyserii Jamesa Foleya, powstały na podstawie bestsellerowej powieści z 2012 roku Nowe oblicze Greya autorstwa brytyjskiej pisarki E.L. James. Film jest trzecią i ostatnią częścią z serii zaraz po filmach Pięćdziesiąt twarzy Greya (2015) oraz Ciemniejsza strona Greya (2017).
Premiera filmu odbyła się 6 lutego 2018 w Paryżu. Trzy dni później, 9 lutego, obraz trafił do kin na terenach Stanów Zjednoczonych i Polski.

## Fabuła
Nowożeńcy Christian (Jamie Dornan) i Anastasia (Dakota Johnson) Greyowie wierzą, że zostawili za sobą przeszłość i są gotowi wieść wspólne życie w luksusie. Anastasia stawia pierwsze kroki w roli żony miliardera, Christian próbuje się odnaleźć w stałym związku. Zanim jednak zdążą nacieszyć się swoim szczęściem, pojawia się były szef Any, Jack Hyde (Eric Johnson), który chce się zemścić na obojgu za zwolnienie z pracy w wydawnictwie.

## Obsada
- Dakota Johnson jako Anastasia „Ana” Steele-Grey
- Jamie Dornan jako Christian Grey
- Eric Johnson jako Jack Hyde
- Eloise Mumford jako Katherine Kavanagh
- Rita Ora jako Mia Grey
- Luke Grimes jako Elliot Grey
- Victor Rasuk jako José Rodriguez
- Max Martini jako Jason Taylor
- Jennifer Ehle jako Carla May Wilks
- Marcia Gay Harden jako Grace Trevelyan Grey
- Bruce Altman jako Jerry Roach
- Arielle Kebbel jako Gia Matteo
- Callum Keith Rennie jako Ray
- Robinne Lee jako Ros Bailey
- Brant Daugherty jako Luke Sawyer
- Fay Masterson jako Gail Jones
- Amy Price-Francis jako Liz Morgan
- Ashleigh LaThrop jako Hannah
- Tyler Hoechlin jako Boyce Fox
- Hiro Kanagawa jako detektyw Clark

## Odbiór

### Box office
Z dniem 18 lutego 2018 roku film Nowe oblicze Greya zarobił 76,1 milionów dolarów w Stanach Zjednoczonych i Kanadzie oraz 190,8 milionów w pozostałych państwach; łącznie 226,9 milionów w stosunku do budżetu produkcyjnego 55 milionów.

### Krytyka w mediach
Film Nowe oblicze Greya spotkał się z negatywną reakcją krytyków. W serwisie Rotten Tomatoes, 11% ze stu trzydziestu trzech recenzji filmu jest pozytywne (średnia ocen wyniosła 3,1 na 10). Na portalu Metacritic średnia ocen z 42 recenzji wyniosła 32 punkty na 100.